# Anacroneuria yameo
Anacroneuria yameo és una espècie d'insecte plecòpter pertanyent a la família dels pèrlids que es troba a Sud-amèrica: Colòmbia, el Perú i Bolívia.
El seu nom científic fa referència a l'ètnia yameo del Perú.

## Descripció
- Els adults tenen el cap i el pronot groc amb punts foscos irregulars als cantons, el segment de la tíbia marró en alguns trams i les ales transparents amb la nervadura clara llevat d'algunes àrees.
- La femella presenta 4 lòbuls a la placa subgenital i les seues ales anteriors fan una llargària d'11,5 mm.
- El mascle té ganxos esvelts i les seues ales anteriors fan una llargada de 10 mm.
- La nimfa no ha estat encara descrita.[9][8]
- En el seu estadi immadur és aquàtic i viu a l'aigua dolça, mentre que com a adult és terrestre i volador.[3]